# Antonio Mirante
Antonio Mirante (* 8. Juli 1983 in Castellammare di Stabia, Provinz Neapel) ist ein italienischer Fußballtorwart.

## Karriere

### Vereinsmannschaften
Antonio Mirante durchlief die Jugendmannschaften von Juventus Turin, in der Saison 2003/04 wechselte er ins Profiteam, kam aber nicht zum Einsatz. In der folgenden Saison wurde er, um Erfahrung zu sammeln, zum FC Crotone in die Serie B ausgeliehen, wo er Stammtorwart war und zum mit seiner Mannschaft den Klassenerhalt schaffte. Die folgende Spielzeit bestritt Mirante leihweise beim AC Siena in der Serie A, wo er am 28. August 2005 beim 2:1 im Spiel gegen Cagliari Calcio debütierte und durch gute Leistungen auf sich aufmerksam machte. In dieser Zeit stand der Torwart auch einige Male im Kader der italienischen U-21-Nationalmannschaft, kam aber nicht zum Einsatz.
Zur Saison 2006/07 kehrte Antonio Mirante zu Juventus Turin zurück, die aufgrund des Manipulationsskandals in die Serie B zwangsabsteigen mussten. Bereits in der Saisonvorbereitung zeigte er bei Freundschaftsspielen gegen die AC Mailand und Inter Mailand überzeugende Leistungen. Als Juves unumstrittene Nummer 1 Gianluigi Buffon am 18. November 2006 im Spiel gegen die UC AlbinoLeffe nach einer Notbremse vom Platz gestellt wurde, kam Mirante zu seinem Debüt bei Juventus. In der Folgezeit absolvierte er insgesamt sieben Zweitligapartien, in denen er gute Leistungen zeigte und erreichte mit Juventus den direkten Wiederaufstieg.
Für die Saison 2007/08 verlieh ihn Juve an Sampdoria Genua wo Antonio Mirante 13 Serie-A-Partien absolvierte, aber hinter Luca Castellazzi nur zweiter Torwart war. Im Sommer 2008 kauften die Genoveser für 1,3 Millionen Euro 50 % seiner Transferrechte und verpflichteten ihn weiter. 2008/09 absolvierte Mirante nur wenige Spiele für Samp, meist wurde ihm Castellazzi vorgezogen.
Im Juni 2009 wurde das Transfergeschäft um ein Jahr verlängert, danach wechselte Mirante zum leihweise Serie-A-Aufsteiger FC Parma. Im Juni 2010 wurde er endgültig vom FC Parma verpflichtet.
Nach der Insolvenz des FC Parma wechselte Mirante zur Saison 2015/16 ablösefrei zum FC Bologna, für den er drei Jahre aktiv war. 2018 wechselte Mirante zur AS Rom. Der bis 2021 laufende Vertrag wurde nicht verlängert.
Antonio Mirante wurde am 13. Oktober 2021 von der AC Mailand unter Vertrag genommen, nachdem sich Stammtorhüter Mike Maignan einer Operation am Handgelenk unterziehen musste. Mirante gewann mit Milan in dieser Spielzeit die italienische Meisterschaft, auch wenn er dabei nicht zum Einsatz kam. Am letzten Spieltag der Saison 2022/23 wurde er beim 3:1-Heimsieg gegen Hellas Verona in der 89. Spielminute für Mike Maignan eingewechselt und absolvierte somit sein erstes Pflichtspiel für die Mailänder. In der Saison 2023/24 folgten gegen Juventus Turin und die US Salernitana zwei weitere Einsätze, bevor im Sommer 2024 sein Vertrag in Mailand auslief.

### Nationalmannschaft
Mirante befand sich seit 2010 regelmäßig im erweiterten Umfeld der italienischen Nationalmannschaft. So wurde er vom damaligen Nationaltrainer Cesare Prandelli im August 2010, August 2012 und März 2014 nominiert, blieb jedoch ohne Einsatz. Für die Weltmeisterschaft 2014 war Mirante als potenzieller Nachrücker für den angeschlagenen Salvatore Sirigu vorgesehen, dieser konnte allerdings am Turnier teilnehmen. Auch vor der Europameisterschaft 2016 wurde er von Trainer Antonio Conte für ein Trainingslager, das zur Vorbereitung auf die EM diente, nominiert, verpasste jedoch den Sprung in den endgültigen Kader. Seine bisher letzte Nominierung erfolgte im Mai 2019, seitdem wurde er nicht mehr berücksichtigt.

## Erfolge
Juventus Turin
- Italienische Serie-B-Meisterschaft: 2006/07

AC Mailand
- Italienischer Meister: 2021/22